# كالداس (ميناس جيرايس)
كالداس بلدية في ولاية ميناس جيرايس في المنطقة الجنوبية الشرقية من البرازيل.